# La leyenda de madre Sarah
La leyenda de madre Sarah (沙流羅 Sarura?)  es un manga creado por Katsuhiro Ōtomo y dibujado por Takumi Nagayasu, es una obra posterior a su trabajo más conocido: Akira. Fue publicado originalmente por la revista Young Magazine a partir de su número 4 en enero de 1990 y su primer tomo recopilatorio apareció en octubre del mismo año por Kōdansha. En España fue publicado por Norma.

## Sinopsis
La historia nos narra como una mujer se embarca en un solitario y peligroso viaje en busca de tres personas. Es una búsqueda tan peligrosa que pondría a temblar las rodillas del guerrero más fuerte; pero ella tiene que intentarlo o morir en el intento, porque esas tres personas son lo que más quiere ella en la vida. Son sus hijos.
Años después otros bravos viajantes de estas áridas tierras han escuchado historias sobre una mujer de gran fuerza y sabiduría. La historia se convirtió en leyenda... Así comienza este manga, el cual se desarrolla en una tierra devastada por los cataclismos nucleares. Una tierra contaminada donde los humanos viven en colonias espaciales, en las cuales, a causa de un ataque terrorista la gente empieza a huir; y es ahí donde nuestra protagonista pierde a sus hijos.
Ella consigue llegar a la tierra donde comienza la búsqueda de sus tres hijos: Satoko, Tumori y Harato. Sarah llega a un pueblo donde los humanos sobrevivientes de las colonias se han establecido, allí conoce a una muchacha de nombre Rushia y luego a Toki (el novio de la chica) en unas ruinas que están siendo reparadas para utilizar a los presos en forma de esclavos. A la mañana siguiente, resulta que varios presos han intentado escapar, pero fueron atrapados, los que sobrevivieron van a ser fusilados y a Toki le ha tocado matar a uno de ellos, él no se anima y lo echan del ejército por cobardía.
A continuación, Sarah investiga un lago subterráneo y descubre un lingote de oro, y cuando Toki se entera, se lo entrega a su exjefe con el fin de recuperar su puesto. Le acompaña al lago donde fue encontrado el lingote para ganar su confianza, pero es traicionado por su jefe que lo quiere asesinar. Justo en ese momento los dos son capturados por la resistencia de los presos.
A partir de aquí se produce una balacera entre presos y militares, Sarah para salvar su vida amenaza con matar al Jefe de los soldados, pero ellos tienen a Rushia y a un amigo de Sarah, entonces no tiene otra que desistir.
Luego la protagonista logra tiempo al decir que detrás de unos escombros podría estar la clave del oro encontrado, dicho esto todos los soldados se ponen a trabajar y descubren una puerta blindada que debería ser de un banco en un pasado, Cuando la abren descubren muchos lingotes de oro, esto crea tal confusión que Sarah y sus amigos logran huir. Pronto los soldados ven que han cometido un gran error y que detrás de los lingotes hay una gran cantidad de agua, que logra ser liberada cuando abren la puerta, esto produce una gran salida de agua que destroza casi todo el lugar causando la formación de un gran lago. Más tarde, Sarah decide seguir con su viaje (o mejor dicho su búsqueda) y dejar atrás a Rushia y a su novio Toki.
Este es el argumento del primer tomo, comentado superficialmente para tener una idea de que va este manga.
- Datos: Q1314146